# Hunting plc
Hunting plc er en britisk virksomhed, der udvikler og fremstiller produkter til brug i olie- og gasindustrien, samt servicerer denne industri. Selskabet er børsnoteret på London Stock Exchange og 27 % af aktierne ejes af Hunting-familien. Virksomheden blev etableret i 1874 af Charles Hunting.